# Taeniogyrus japonicus
Taeniogyrus japonicus is een zeekomkommer uit de familie Chiridotidae.
De wetenschappelijke naam van de soort werd in 1881 gepubliceerd door Emil von Marenzeller.